# 林嗣環
林嗣環（1607年—1662年），字鐵崖，號起八。福建安溪縣赤嶺後畬人（现安溪县官桥镇赤岭村）。

## 生平
明萬曆三十五年（1607年）生，自幼聰穎，七歲能寫文章。早年應試，因文字卓絕，被考官誤以為他人代筆，故不得中。崇禎十五年（1642年）中舉。
明亡仕清，應顺治六年（1649年）已丑科春闈，登进士，授大中大夫，调任广东琼州府先宪兼提督学政。“备兵海南时，恩威兼济，兵民爱之”。顺治十三年，写《屯田疏》，官至广东提刑按察司副使，分巡雷琼道兼理学政，康熙初年（1662年），任山西左参政道，性耿介，多惠政，口碑甚佳。死於西湖寓所，家貧無以為斂，同年好友將其葬昭庆寺西5里龙潭。

## 著作
著有《铁崖文集》、《海渔编》、《岭南纪略》、《荔枝话》、《湖舫集》、《过渡诗集》、《回雁草》、《口技》等。